# Hong Myung-bo
Hong Myung-bo (ur. 12 lutego 1969 roku w Seulu) – piłkarz koreański grający na pozycji środkowego obrońcy. W 2004 roku został umieszczony na prestiżowej liście FIFA 100, na której znalazło się 125 najlepszych żyjących piłkarzy świata.

## Kariera klubowa
Karierę rozpoczynał w Uniwersyteckiej drużynie z Seulu po czym przeniósł się do zespołu Pohang Steelers, następnie był piłkarzem japońskich Bellmare Hiratsuka i Kashiwa Reysol. Po krótkim pobycie w Pohang zdecydował się zakończyć karierę w amerykańskim zespole Los Angeles Galaxy w 2004 roku. Pomimo zainteresowania i licznych ofert ze strony klubów europejskich Hongowi nigdy nie było dane zagrać na Starym Kontynencie.

## Kariera reprezentacyjna
Wraz z reprezentacją Korei Południowej uczestniczył w czterech mundialach w latach: 1990, 1994, 1998, 2002. Na mistrzostwach świata 1994 w Stanach Zjednoczonych zdobył dwie bramki w spotkaniach przeciwko Hiszpanii i Niemcom. Gole te nie pomogły jednak Korei wyjść grupy. W mistrzostwach świata 1998 roku Hong zagrał we wszystkich grupowych spotkaniach swej reprezentacji, jednak po dwóch porażkach z Holandią i Meksykiem oraz remisie z Belgią także z tym mundialem Korea Południowa musiała się pożegnać po pierwszej fazie turnieju. Najbardziej udanymi dla Honga były mistrzostwa świata w roku 2002 organizowane przez jego ojczyznę wspólnie z Japonią. Korea Południowa zajęła wtedy czwarte miejsce, osiągając jako pierwsza w historii drużyna z Azji szczebel półfinałów mistrzostw świata. W uznaniu zasług i bardzo dobrej gry Honga na mistrzostwach roku 2002 FIFA przyznała mu nagrodę Brązowej Piłki dla trzeciego najlepszego piłkarza tamtych mistrzostw i nominowała do drużyny gwiazd turnieju. Po mistrzostwach 2002 Hong postanowił zakończyć reprezentacyjną karierę z rekordową dla narodowego zespołu Korei Południowej liczbą 135 meczów i 9 bramek.

## Po zakończeniu kariery
26 września 2005 roku Hong Myung-bo zakończył karierę zawodowego piłkarza. Po zakończeniu kariery pomagał Dickovi Advocaatowi w prowadzeniu reprezentacji Korei Południowej w trakcie mistrzostw świata 2006, podobną rolę pełnił u boku kolejnego szkoleniowca reprezentacji Pima Verbeeka w trakcie Pucharu Azji 2007.